# Fernando Múgica Herzog
Fernando Múgica Herzog (Sant Sebastià, Guipúscoa, 1934 – id., 6 de febrer de 1996) va ser un advocat espanyol i dirigent històric del Partit Socialista d'Euskadi (PSE) assassinat per la banda terrorista ETA a la seva ciutat natal.

## Biografia
El seu pare era un violinista basc que va morir després de la Guerra Civil en el desterrament a França i la seva mare era una francesa d'origen judeo-polonès. Després de llicenciar-se com a advocat, va defensar a opositors al règim davant el Tribunal d'Ordre Públic, inclosos membres d'ETA.
Militant del Partit Socialista Obrer Español (PSOE) des de la dictadura del general Franco, va participar en el XXVI Congrés del partit que es va celebrar el 1974 en Suresnes (França), on va recolzar l'elecció de Felipe González com a nou secretari general. A partir del XXVII Congrés, el primer celebrat a Espanya des de 1932, va formar part del Comitè Federal del partit. Entre 1978 i 1980 va ser membre del Consell General Basc presidit pel també socialista Ramón Rubial, òrgan que va preparar la creació de la Comunitat Autònoma Basca.
Va ocupar la presidència del PSE-PSOE de Guipúscoa fins al 1993, i tot i que no va voler exercir càrrecs públics importants, excepte un breu pas per la regidoria de la seva ciutat, va ser una de les persones més influents del socialisme basc. Era germà de l'ex ministre de Justícia i defensor del Poble espanyol, Enrique Múgica.
També va ser soci fundador de l'Associació d'Amistat Espanya-Israel i va impulsar, al costat del seu germà, l'establiment de relacions diplomàtiques amb Israel l'any 1986. Quan va ser assassinat estava pràcticament retirat de la política, com havia anunciat el 1993, en una festa celebrada amb motiu de l'elecció del primer alcalde socialista en la història de Sant Sebastià, Odón Elorza: «S'han complert totes les meves passions polítiques. Que acabés el franquisme i a Espanya hi hagués llibertats, que governés el PSOE, que Espanya reconegués a l'Estat d'Israel i que hi hagi alcalde socialista a Sant Sebastià».
Va ser assassinat per ETA d'un tir al clatell en ple carrer l'any 1996, davant del seu propi fill José María. El 2006, l'etarra Txapote va ser condemnat a 82 anys de presó per considerar-se provada la seva participació en aquest crim, que va ser ordenat pel dirigent d'ETA Kantauri.